# Fatma Aliye Topuz

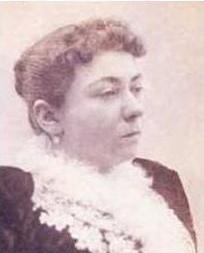
Fatma Aliye Topuz

Fatma Aliye Topuz,  auch Fatma Aliye oder Fatma Aliye Hanım, (* 9. Oktober 1862 in Istanbul; † 13. Juli 1936 ebenda) war eine türkische Autorin und Frauenrechtlerin. Sie war eine der ersten türkischen und muslimischen Schriftstellerinnen. Seit 2009 ziert ihr Porträt die Rückseite der türkischen 50-Lira-Banknote.

## Leben
Fatma Aliye wurde 1862 als zweites von drei Kindern des leitenden Verwaltungsbeamten und Historikers Ahmed Cevdet Pascha (1822–1895) und dessen Ehefrau Adviye Rabia Hanım geboren. Ihre Geschwister waren der Philosoph Ali Sedat und die Frauenrechtlerin Emine Semiye Önasya.
Durch die Position des Vaters als Provinzgouverneur des osmanischen Ägyptens und später Griechenlands verbrachte sie die Jahre 1866 bis 1868 in Aleppo und 1875 sechs Monate in Ioannina. Im Jahr 1878 lebte sie mit ihrer Familie neun Monate in Damaskus, wohin ihr Vater berufen worden war.
Wie es für Mädchen in dieser Zeit üblich war, wurde Fatma Aliye zu Hause privat unterrichtet. Dabei lernte sie Arabisch und Französisch.
1879 arrangierte der Vater der siebzehnjährigen Fatma Aliye eine Ehe mit dem Hauptmann Mehmet Faik Bey, einem Aide-de-camp von Sultan Abdülhamid II. und Neffen von Osman Nuri Pascha, dem Helden der Schlacht von Plewen. Das Paar bekam vier Töchter.  Fatma Aliyes jüngste Tochter Zübeyde İsmet konvertierte 1926 zum Christentum und verließ die Türkei, um römisch-katholische Nonne zu werden. Fatma Aliye reiste in den 1920er Jahren mehrere Male nach Frankreich, um ihre Tochter zu besuchen und sich von Krankheiten zu erholen. 1928 starb ihr Ehemann. Fatma Aliye nahm den Familiennamen "Topuz" an, nachdem ein neues Familiennamensgesetz ab 1934 Familiennamen vorschrieb.
Nach Jahren der Krankheit starb Fatma Aliye am 13. Juli 1936 in Istanbul und wurde auf dem Istanbuler Friedhof Feriköy bestattet.

## Schriftstellerisches Werk
Topuz’ Ehemann war weit weniger gebildet als seine Frau und verbot ihr in den ersten Jahren der Ehe, fremdsprachige Romane zu lesen. 1889 begann Fatma Aliye Topuz ihr literarisches Werk mit der Übersetzung von Georges Ohnets Roman Volonté aus dem Französischen in das Türkische unter dem Titel Meram. Das Buch wurde unter ihrem Pseudonym Bir Hanım (dt.: „Eine Dame“) veröffentlicht. Der bedeutende Autor Ahmed Midhat Efendi war so beeindruckt von ihr, dass er sie in der Zeitung Tercüman-ı Hakikat überschwänglich lobte. Mit ihrer Übersetzung erregte sie auch die Aufmerksamkeit ihres Vaters, der sie fortan unterrichtete und Ideen mit ihr austauschte. Nach dem Lob für die Übersetzung des Werkes legte sie sich für die folgenden Übersetzungen das Pseudonym Mütercime-i Meram (dt.: „Die Übersetzerin von Meram“) zu.
1894 war sie Co-Autorin des Romans Hayal ve Hakikat („Traum und Wahrheit“), den sie gemeinsam mit Ahmed Midhat schrieb. Sie schrieb die Passagen der Heldin, während Midhat die Abschnitte der männlichen Charaktere verfasste. Als Autoren waren Bir Kadın ve Ahmed Midhat („Eine Frau und Ahmed Midhat“) genannt. Nach der gemeinsamen Arbeit tauschten die beiden Autoren lange Briefwechsel aus, die auch in der Zeitung Tercüman-ı Hakikat abgedruckt waren.
Fatma Aliye veröffentlichte ihren ersten eigenen Roman Muhazarat 1892 unter ihrem wirklichen Namen. Es war der erste von einer Frau veröffentlichte Roman im Osmanischen Reich. Ihr zweiter Roman Udi („Die Lautenspielerin“), im Jahr 1899 veröffentlicht, beschreibt eine Oud-Spielerin, die Fatma Aliye in Aleppo getroffen hatte. Sie erzählt in deutlichen Worten die Geschichte von Bedia und deren unglücklicher Ehe. Die anderen Romane waren Raf'et (1898), Enin (1910) und Levaih-i Hayat.
In ihren Werken thematisiert sie immer wieder Ehe und Liebe. Trotz ihres eher konservativen Rollenverständnisses tauchen in ihren Werken immer wieder unabhängige und selbstbewusste Heldinnen auf, die arbeiten und Geld unabhängig von einem Mann verdienen.
1893 wurde Fatma Aliye durch die Veröffentlichung von Ahmed Midhats Buch Bir Muharrire-i Osmaniye'nin Neşeti („Die Geburt der osmanischen Schriftstellerin“) einem großen Publikum bekannt. Das Buch beruht auf den Briefen von Fatma Aliye.
Ihr Essay Nisvan-ı İslâm wurde unter dem Titel Les femmes muselmannes („Die muslimische Frau“) ins Französische übersetzt and auch in das Arabische. Auch Udi wurde in das Französische übertragen. Eine Literaturkritik von ihr, die in einer französischen Zeitung veröffentlicht wurde und das Buch Frauen in Ost und West von Émile Julliard rezensierte, erregte in Paris große Aufmerksamkeit. International bekannt wurde die Schriftstellerin durch die Ausstellung in der Bibliothek der World’s Columbian Exposition in Chicago 1893 und die Listung im Katalog der Frauenbibliothek der Ausstellung. Trotz ihrer großen Prominenz während der zweiten osmanischen Verfassungsperiode geriet sie allerdings mit der Zeit in Vergessenheit.
1914 veröffentlichte sie Ahmed Cevdet Paşa ve Zamanı („Ahmet Cevdet Pascha und seine Zeit“). In dem Buch wollte sie ihren Vater gegen politische Vorwürfe verteidigen und stellte die Lage nach dem Zusammenbruch des osmanischen Reiches dar. Aufgrund ihrer Thesen, die der offiziellen Geschichtsschreibung zuwiderliefen, wurde das Buch indiziert.

## Frauenrechte

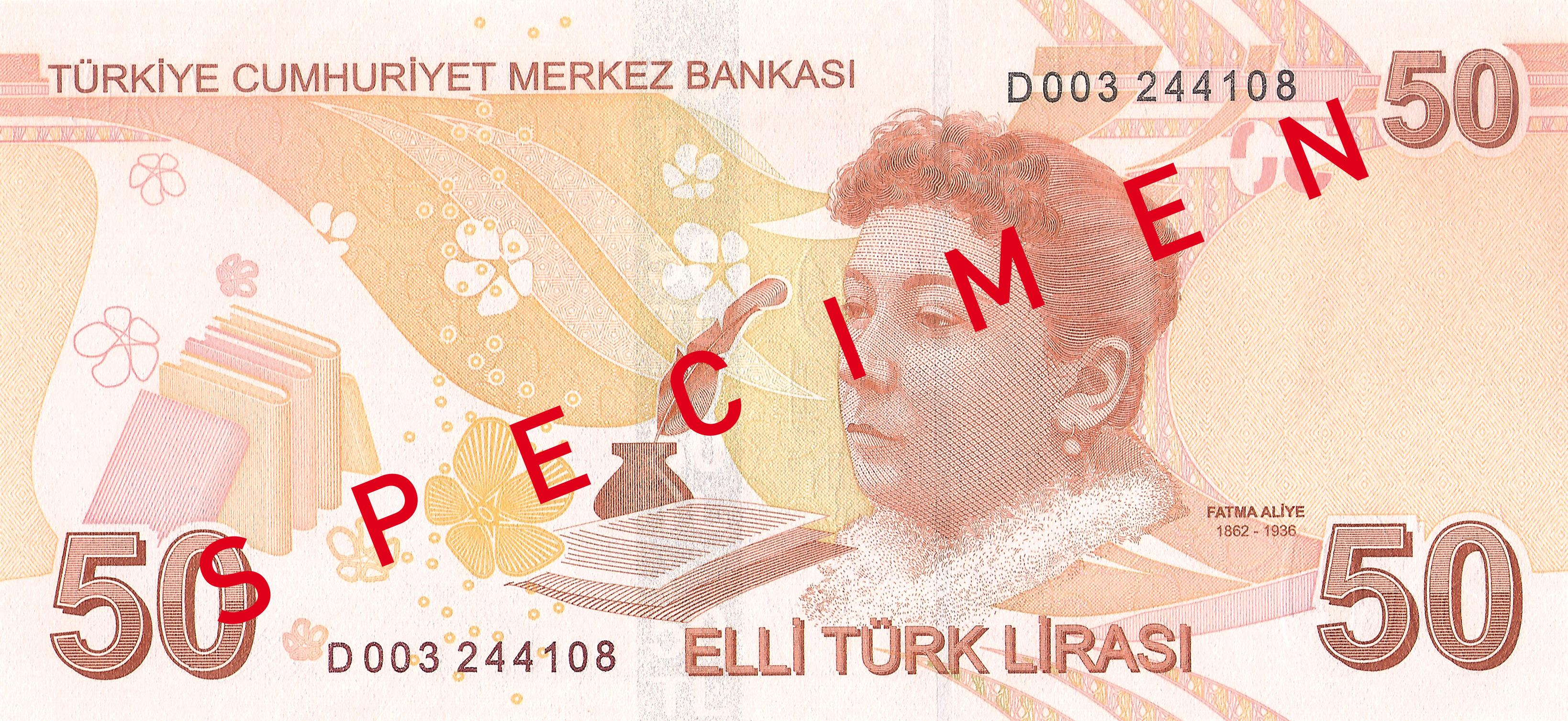
Rückseite der 50-Lira-Banknote (2009)

Neben ihrer schriftstellerischen Arbeit schrieb sie zwischen 1895 und 1908 regelmäßig für das Frauenmagazin Hanımlara Mahsus Gazete über Frauenrechte, ohne dabei ihre konservative Haltung aufzugeben. Ihre Schwester Emine Semiye Önasya (1864–1944) war eine der ersten türkischen Feministinnen und gehörte zur Redaktion des zweimal pro Woche erschienen Magazins. In ihrem 1896 veröffentlichten Buch Nisvan-ı İslam („Frauen des Islam“) erklärte Fatma Aliye die Situation muslimischer Frauen. Wie auch in ihren Kolumnen verteidigte sie in dem Buch die konservativen Traditionen, die im Widerspruch zu den Heldinnen ihrer Romane stehen.
Fatma Aliyes Porträt wurde 2009 für die Rückseite des 50-Lira-Scheins ausgewählt. Die Entscheidung der türkischen Zentralbank, sie so als erste Frau für ihr Werk zu ehren, wurde heftig kritisiert. Die Kritiker hätten lieber Frauen aus dem Umfeld des Republikgründers Atatürk gesehen, weil sie fürchteten, dass Topuz zu einem Symbol des religiösen Konservativismus werden könnte, weil sie sich für traditionelle Rollenverhältnisse in der Familie aussprach und Atatürks Reformen ablehnte. Frauenrechtsorganisationen argumentierten, dass Topuz zwar traditionell gelebt habe, aber in ihren Werken durchaus Veränderungen gefordert habe. So hatte sich Topuz gegen die Polygamie eingesetzt.

## Soziales Engagement
Nach dem Türkisch-Griechischen Krieg gründete Fatma Aliye 1897 die wohltätige Organisation Nisvan-ı Osmaniye İmdat Cemiyeti („Verein zur Unterstützung der osmanischen Frauen“), um die Familien von Soldaten zu unterstützen. Es war eine der ersten Frauenorganisationen in der Türkei. Für ihre humanitären Bemühungen erhielt sie im Jahr 1899 den Nişan-ı Şefkat (Wohltätigkeitsorden des osmanischen Reiches) von Sultan Abdülhamid II.
Fatma Aliye wurde außerdem das erste weibliche Mitglied des Osmanlı Hilal-i Ahmer Cemiyeti („Osmanische Hilfsorganisation für verwundete und kranke Soldaten“), der Vorgängerorganisation des Türkischen Roten Halbmondes. Außerdem arbeitete sie für das Müdafaa-i Milliye Osmanlı Kadınlar Heyeti („Osmanisches Frauenkomitee für nationale Verteidigung“), das in den 1910er Jahren nach dem Italienisch-Türkischen Krieg und den Balkankriegen gegründet worden war.

## Ehrungen
Zwei Straßen sind nach Fatma Aliye benannt, eine in Beyoğlu (İstanbul), die andere in Çankaya (Ankara). Im Museum für moderne Kunst in Istanbul fand 2011/12 die Ausstellung „Hayal ve Hakikat“ mit den Werken von 72 Künstlerinnen der letzten 100 Jahre statt. Der Titel der Ausstellung wurde in Erinnerung an Fatma Aliyes ersten Roman ausgewählt.

## Werke

### Romane
- Muhazarat. 1892.
- Hayal ve Hakikat. 1894.
- Raf'et. 1898.
- Udi. 1899.
- Enin. 1910.
- Levaih-i Hayat.
- Rana von Mende-Altaylı (Hrsg.): Taʾaddüd-i zevcāt ẕeyl: a modern Turkish version, transcription, and faksimile = Continuation of the debate on Polygamy. Schwarz, Berlin 2010, ISBN 978-3-87997-376-7.

### Übersetzungen
- Meram. 1890.